# ジャニオ・クアドロス
ジャニオ・ダ・シウヴァ・クアドロス（Jânio da Silva Quadros [ˈʒɐ̃niu dɐ ˈsiwvɐ ˈkwadɾus] ( 音声ファイル)、1917年1月25日 - 1992年2月16日）は、ブラジルの政治家。大統領を短期間務めた。

## プロフィール
マットグロッソ州で生まれる。サンパウロ州知事となり、1960年10月に行われた大統領選挙では国民民主同盟から、前職のジュセリーノ・クビチェック政権下で大きな問題となった「汚職の追放」をスローガンに出馬する。ブラジル社会党選出の候補を破り圧倒的な支持を受けて当選した。
翌年、大統領に就任したが、7か月で辞任し「最も国民の期待を裏切った大統領」といわれた。1985年にはサンパウロ市長になった。